# Beata Rybotycka
Beata Maria Anna Rybotycka (ur. 21 lipca 1964 w Gliwicach) – polska aktorka i piosenkarka. 

## Życiorys
Absolwentka Państwowej Wyższej Szkoły Teatralnej im. Ludwika Solskiego w Krakowie (dyplom w 1987). Zadebiutowała w teatrze w 1988.
Występowała w: Starym Teatrze im. Heleny Modrzejewskiej w Krakowie (1987–1997), Teatrze STU (1990, 1992, 1995, 1998, 2000-2023), Piwnicy pod Baranami (od 1989), Teatrze Ludowym w Nowej Hucie (1990), Teatrze Muzycznym im. Danuty Baduszkowej w Gdyni (1994).
Jest żoną Krzysztofa Jasińskiego. Jej ciotką była aktorka Lidia Rybotycka-Zaremba.

## Filmografia

### Filmy fabularne
- 1988: Schodami w górę, schodami w dół jako Joanna
- 1990: Superwizja jako piosenkarka w barze
- 1993: Lista Schindlera (Schindler's List) jako piosenkarka w klubie
- 2005: Diabeł jako czarna wdowa

### Seriale telewizyjne
- 2000: Klasa na obcasach jako matka Agi
- 2001: Samo niebo jako Maryla, właścicielka butiku
- 2001: Szanse finanse jako Ola, żona Wojtka
- 2009–2010: Majka jako Grażyna Piotrowska, ciocia Aleksandry
- 2011–2012: M jak miłość jako Laura Liberadzka matka Joanny

## Wybrane role teatralne
- Dagny Borg w spektaklu Fortynbras się upił (Stary Teatr w Krakowie, 1990)
- Elianta w Mizantropie Moliera (Stary Teatr w Krakowie, 1992)
- Księżniczka w Śnie srebrnym Salomei J. Słowackiego (Stary Teatr w Krakowie, 1993)
- rola w Skrwawionym sercu (Teatr STU, 1995)
- Ola w Reformatorze w reż. K. Orzechowskiego, (Teatr Telewizji, 1990)
- Izabela we Wróżce w reż. J. Bursztynowicza (Teatr Telewizji, 1996)
- udział w Nieszporach Ludźmierskich Jana Kantego Pawluśkiewicza (1992)
- Gertruda w Hamlecie w reż. Krzysztofa Jasińskiego (Teatr STU, 2000)
- Podstolina w Zemście w reż. Krzysztofa Jasińskiego (Teatr STU, 2004)
- Barbara Pietrowna Stawrogin w Biesach w reż. Krzysztofa Jasińskiego (Teatr STU, 2007)
- Dama z kluczem w spektaklu Przybory Wasowskiego Dom Wyobraźni w reż. Łukasza Fijała (Teatr STU, 2018)
- Fräulein Schneider w spektaklu Cabaret w reż. Krzysztofa Jasińskiego (Teatr STU, 2019)
- Gertruda w spektaklu Błękitne krewetki w reż. Krzysztofa Jasińskiego (Teatr STU, 2019)
- Goplana, Matka w Balladynie w reż. Krzysztofa Jasińskiego (Teatr STU, 2019)
- Anfisa w Trzech siostrach w reż. Krzysztofa Jasińskiego (Teatr STU, 2021)
- Ewa Lipska w spektaklu L do L w reż. Krzysztofa Jasińskiego (Teatr STU, 2021)
- Gospodyni w Weselu w reż. Krzysztofa Jasińskiego (Teatr STU, 2022)
- Sajetana w spektaklu Cnoty niewieście albo dziwki w majonezie w reż. Krzysztofa Jasińskiego (Teatr STU, 2022)
- Stara królowa w spektaklu Zwierciadło w zwierciadle. Labirynt w reż. Krzysztofa Jasińskiego (Teatr STU, 2023)

## Dyskografia

### Płyty solowe
| 2002                           | Beata Rybotycka śpiewa pieśni Jana Kantego Pawluśkiewicza - Data: 2002 - Wydawca: Teatr STU | –  |
| 2006                           | Szurum-Burum, Ty i Kraków - Data:20 marca 2006 - Wydawca: Polskie Radio/Warner Music Poland | 43 |
| „—” pozycja nie była notowana. |                                                                                             |    |

### Gościnnie
- 1992: Jan Kanty Pawluśkiewicz Nieszpory Ludźmierskie (rejestracja w 1992)
- 1993: Grzegorz Turnau – Pod światło
- 1996: Piwnica pod Baranami – Koncert 40-lecia kabaretu Piwnica pod Baranami
- 1997: Grzegorz Turnau – Tutaj jestem
- 1998: Hadrian Filip Tabęcki – Msza Polska wg x. Jana Twardowskiego
- 1999: Zbigniew Preisner – Moje kolędy na koniec wieku (wyd. GSM PLUS/Gazeta Wyborcza)
- 2001: Piwnica pod Baranami – Piwnica Pod Baranami
- 2001: różni wykonawcy – Gitarą i piórem
- 2001: Piwnica pod Baranami – Złota kolekcja - Przychodzimy, Odchodzimy

## Odznaczenia i nagrody
- Brązowy Medal „Zasłużony Kulturze Gloria Artis” (2005)
- Nagroda Miasta Krakowa (2024)[5]